# Et l'acier fut trempé (film, 1942)
Pour les articles homonymes, voir Et l'acier fut trempé (homonymie).
Pour plus de détails, voir Fiche technique et Distribution.
Et l'acier fut trempé (Как закалялась сталь, Kak zakalyalas stal) est un film soviétique réalisé par Marc Donskoï, sorti en 1942.

## Synopsis
Pavel Korchagin combat pendant et après la guerre civile russe.

## Fiche technique
- Titre : Et l'acier fut trempé
- Titre original : Как закалялась сталь (Kak zakalyalas stal)
- Réalisation : Marc Donskoï
- Scénario : Marc Donskoï d'après le roman Et l'acier fut trempé de Nikolaï Ostrovski
- Musique : Lev Shvarts
- Photographie : Bentsion Monastyrsky
- Montage : N. Gorbenko
- Société de production : Ashkabad Studio et Kievskaya Kinostudiya (Kiev Film Studio)
- Pays de production :  Union soviétique
- Genre : Drame
- Durée : 76 minutes
- Date de sortie : 
  - Union soviétique : 28 septembre 1942

## Distribution
- Viktor Perest-Petrenko : Pavel Korchagin
- Daniil Sagal : Fyodor Zhukhrai
- Irina Fedotova : Tonya
- Nikolai Bubnov : Artyom Korchagin
- Aleksandr Khvylia : Dolinnik
- Boris Runge : Seryozhka Bruzzhak
- Vladimir Balachov : Viktor Leshchinskiy
- Wladyslaw Krasnowiecki : le maire de Nemetskiy
- Anton Dunaysky : l'interprète

## Postérité
Le film a été utilisé comme film de propagande pour l'effort industriel en République populaire de Chine.